# Alwin Münchmeyer (Kaufmann, 1908)
Heinrich Alwin Münchmeyer (* 19. März 1908 in Hamburg; † 24. September 1990 ebenda) war ein deutscher Unternehmer, Kaufmann und Bankier. Er war Mitinhaber der Firma „Münchmeyer & Co.“, Präsident des Deutschen Industrie- und Handelstages (1958–1962) und des Bundesverbandes deutscher Banken (1968–1975) sowie Inhaber zahlreicher weiterer Ehrenämter der deutschen Wirtschaft.

## Leben
Münchmeyer entstammte einer alten niedersächsischen, ab 1816 Hamburger Familie von Kaufleuten und Bankiers. Er war der Sohn des Kaufmanns, Unternehmers und Bankiers Hermann Rudolf Münchmeyer (1875–1950) und der Elisabeth Münchmeyer, geborene Waitz (1885–nach 1962). Heinrich Alwin Münchmeyer, meist nur Alwin Münchmeyer genannt, war zudem Enkel des Hamburger Kaufmanns und Unternehmers (Friedrich) Alwin Münchmeyer (1844–1895).
Er legte zu Ostern 1926 das Abitur am Hamburger Wilhelm-Gymnasium ab. Münchmeyer setzte mit seiner Ausbildung zum Kaufmann die Familientradition fort.
Er war evangelisch und heiratete am 18. August 1934 in Hamburg Gertrud Nolte (* 9. November 1914 in Hamburg; † 6. Juni 2007), die Tochter des Hamburger Rechtsanwalts Hans Nolte (1884–1940) und der Elisabeth Siemsen (1890–1927). Das Ehepaar Münchmeyer hatte vier Töchter (Karen, die Politikerin Birgit Breuel, die Journalistin Gabriele von Arnim und Stefanie) sowie einen Sohn (den Bankier und Unternehmensberater Hans Hermann Münchmeyer).
Alwin Münchmeyer übernahm nach seiner Lehre und einem Auslandsaufenthalt 1937 als Mitinhaber das väterliche Handels- und Privatbankhaus Münchmeyer & Co. in Hamburg. Die Nationalsozialisten hatten in dieser Zeit das Ziel ausgegeben, die Wirtschaft zu „arisieren“ und Juden aus dem Geschäftsleben zu verdrängen. Münchmeyer gehörte 1937 und 1939 zu einer Investorengruppe, die Geschäftshäuser der Firma Rappolt & Söhne aufkaufte, welche die jüdische Familie Rappolt zwangsweise abgeben musste. Dabei bezahlte die Gruppe nur 60 % des Marktwertes für die Häuser.
Nach über 120-jähriger Firmengeschichte trennte er 1968 das Handels- vom Bankengeschäft und wurde u. a. persönlich haftender Gesellschafter der 1969 fusionierten Privatbank „Schröder, Münchmeyer, Hengst & Co.“.

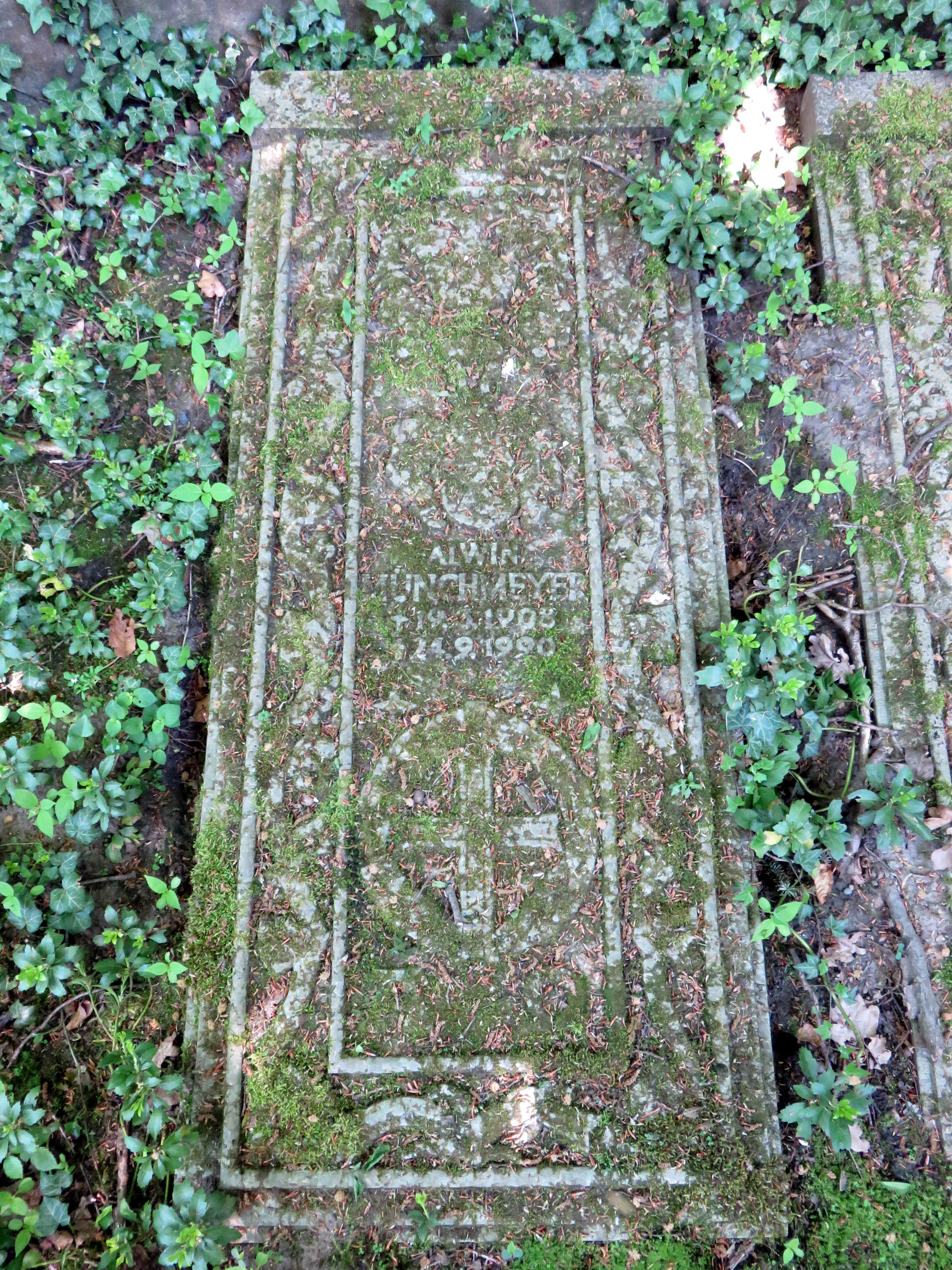
Grabplatte des Familiengrabs auf dem Ohlsdorfer Friedhof

Im Laufe seiner beruflichen Karriere übernahm er zahlreiche Posten, Funktionen und Ehrenämter innerhalb der Hamburger und der deutschen Wirtschaft. Hierzu gehören u. a.: Präses der Handelskammer Hamburg (bis 1960), langjährig Präsident des Deutschen Industrie- und Handelstages (Bonn), Präsident des Bundesverbandes deutscher Banken, Mitglied des Präsidiums der Deutschen Gruppe der Internationalen Handelskammer (Köln), Mitglied des Vorstandes des Bundesverbandes des Privaten Bankgewerbes e. V. (Köln), Vorsitzender des Aufsichtsrates der Nord-Deutschen Versicherungs-Gesellschaft (Hamburg) und der Nord-Deutschen Lebensversicherungsgesellschaft (Hamburg), Stellvertretender Vorsitzender des Aufsichtsrates der Vereinsbank (Hamburg), der Hamburg-Bremer Rückversicherungs-AG (Hamburg), der Niedersachsen-Versicherungs-AG (Hamburg), der Lederwerke Wiemann AG (Hamburg), Mitglied des Aufsichtsrates der Blohm & Voss AG (Hamburg), der Bayerischen Vereinsbank (München), der Union-Investment-Gesellschaft (Frankfurt am Main), der Deutsch-Asiatischen Bank (Hamburg), der Kampnagel AG (Hamburg) und der Deutschen Maizena-Werke GmbH (Hamburg). Münchmeyer war auch Mitglied der Trilateralen Kommission und gehörte dem Außenwirtschaftsbeirat beim Bundesministerium für Wirtschaft in Bonn an.
Von 1959 bis 1966 war er Mitglied im Beirat der Friedrich-Naumann-Stiftung. Das Hamburger Abendblatt beschrieb ihn 1990 in einem Nachruf wie folgt: „Alwin Münchmeyer, im Habitus hanseatisch-anglophil geprägt, war zwar von konservativer Grundhaltung, plädierte gleichwohl für die europäische Integration und für einen liberalen Welthandel.“
Münchmeyer, der in einem Anwesen in Hamburg-Rissen lebte und sein Büro im Tinsdaler Kirchenweg hatte, ist auf dem Hamburger Friedhof Ohlsdorf begraben.

## Ehrungen
- 1965: Ehrendoktorwürde der Rechtswissenschaften der Universität Hamburg[4]
- 1968: Großes Verdienstkreuz mit Stern und Schulterband der Bundesrepublik Deutschland
- 1969: Ehrenmitgliedschaft DIHT
- Mitglied der französischen Ehrenlegion[4]
- Commander of the British Empire[4]
- Ehrenpräsidentschaft der Ständigen Konferenz der Handelskammern aus den EWG-Ländern
- Aufsichtsrats-Ehrenvorsitze (Allgemeine Kreditversicherung AG Mainz, Hamburg-Mannheimer Sachversicherung AG Hamburg)
- 1983: Aufsichtsrat-Ehrenmitglied Maizena

## Veröffentlichungen (Auswahl)
- Reden und Aufsätze 1958–1962 (= Schriftenreihe DIHT. Heft 82). 1963.
- Europa und die Welt. 1973.